# Julius Strandberg
Julius Strandberg (1834 – 3. februar 1903) var en dansk forlægger og visedigter.
Julius Strandberg var udlært typograf og arbejdede hos forskellige bogtrykkere i perioden 1854 til 1861. 1861 begyndte han sit eget forlag, Julius Strandbergs Forlag, og begyndte at udsende skrifter, fortrinsvis digte og småhistorier, på det. Han havde allerede som typograf skrevet og udsendt småting i tidens aviser, foruden 3 digtsamlinger, som var blevet vel modtaget af anmelderne.
Hans hovedbestilling blev snart skillingsviserne. Strandberg skrev ikke politiske viser, men efter udbruddet af 2. Slesvigske Krig skrev han om de forskellige træfninger. Alene i året 1864 solgte han 350.000 viser, hvilket gjorde ham velhavende nok til at købe ejendommen Lille Kongensgade 17, som han dog snart efter solgte igen med en fortjeneste på 1978 rigsdaler. Hans navn havde slået fast som digter og resten af 1800-tallet var hans viser om tidens begivenheder såsom gadesladder, småforbrydelser og royale begivenheder meget efterspurgte, oftest kunne en enkelt vise sælge mellem. 20.000 til 50.000 eksemplarer.
Julius Strandberg arbejdede hurtigt for at få så friske emner til sine viser som muligt. F.eks. skriver han i sin dagbog for 8. november 1888:
| Citat | Kl. 3 3/4 sprang En ud fra Rundetaarn, Kl. 4 1/4 var Visen i Trykkeriet, Kl. 7 var den ude. ... Der solgtes 2000. | Citat |
|       | |       |

Strandberg døde en holden mand, og ejede bl.a. landsstedet "Alabama" ved Charlottenlund ved Øresundskysten.
Dansk Folkemindesamling erhvervede i 1970 den næsten komplette samling af Strandbergs viser, samt hans dagbøger fra perioden 1863 til hans død.